# Argentina Menis
Argentina Menis (* 19. Juli 1948 in Cernele, Kreis Dolj; † 3. März 2023) war eine rumänische Leichtathletin, die in den 1970er Jahren zu den weltbesten Diskuswerferinnen gehörte.
International trat sie erstmals bei den Europameisterschaften 1971 in Helsinki in Erscheinung, wo sie mit einer Weite von 59,04 m den vierten Rang belegte. Den größten Erfolg ihrer Karriere feierte sie dann ein Jahr später bei den Olympischen Spielen 1972 in München mit dem Gewinn der Silbermedaille. Dabei lieferte sie sich ein denkwürdiges Duell mit der damaligen sowjetischen Weltrekordhalterin Faina Melnik. Im Finale stellte Menis mit einer Weite von 64,28 m gleich in ihrem ersten Versuch einen zwischenzeitlichen olympischen Rekord auf und konnte sich im vierten Versuch noch auf 65,06 m steigern. Melnik konterte ihrerseits mit einem Wurf auf 66,62 m und sicherte sich so die Goldmedaille.
Die Rivalität mit Faina Melnik begleitete Menis über ihre gesamte Karriere. Kurz nach den Olympischen Spielen gelang es Menis am 23. September 1972 in Constanța, den von Melnik gehaltenen Weltrekord um 56 cm auf 67,32 m zu verbessern. Am 25. Mai des folgenden Jahres eroberte Melnik den Rekord allerdings zurück.
Bei der Universiade 1973 in Moskau errang Menis die Silbermedaille. Auch bei den Europameisterschaften 1974 in Rom belegte sie den zweiten Platz. Beide Male wurde sie von ihrer Dauerkonkurrentin Faina Melnik geschlagen. Eine weitere Silbermedaille gewann Menis bei der Universiade 1975 in Rom. Dieses Mal unterlag sie allerdings der Bulgarin Marija Wergowa, die zu dieser Zeit ihren Aufstieg in die Weltspitze begann.
Bei den Olympischen Spielen 1976 in Montreal erreichte Menis nur den sechsten Rang. Sie und Faina Melnik wurden damals von Evelin Jahl und Marija Wergowa-Petkowa als die dominierenden Athletinnen in ihrer Disziplin abgelöst. Die Rivalinnen trafen aber beim Leichtathletik-Weltcup 1977 in Düsseldorf noch einmal aufeinander. Wie aus der Vergangenheit gewohnt, siegte Melnik vor Menis. Sie selbst kommentierte scherzhaft, dass es wohl an ihrem Vornamen liegen muss so oft zweite Plätze errungen zu haben. 
Argentina Menis war 1,71 m groß und wog zu ihrer aktiven Zeit 85 kg. 
Menis starb am 3. März 2023 im Alter von 74 Jahren. Die Beisetzung findet mit militärischen Ehren auf dem katholischen Friedhof Bellu in Bukarest statt.

## Bestleistungen
- Diskuswurf: 67,96 m, 15. Mai 1976, Bukarest